# Ballistics
Ballistics est un jeu vidéo développé par GRIN, sorti en 2001 en France sur PC. Il fut ensuite adapté en arcade par la société canadienne Triotech Amusement.
Il a été considéré, à sa sortie, par la presse spécialisée un jeu techniquement avancé, à tel point qu'il est sous-titré le jeu le plus rapide du monde.

## Système de jeu

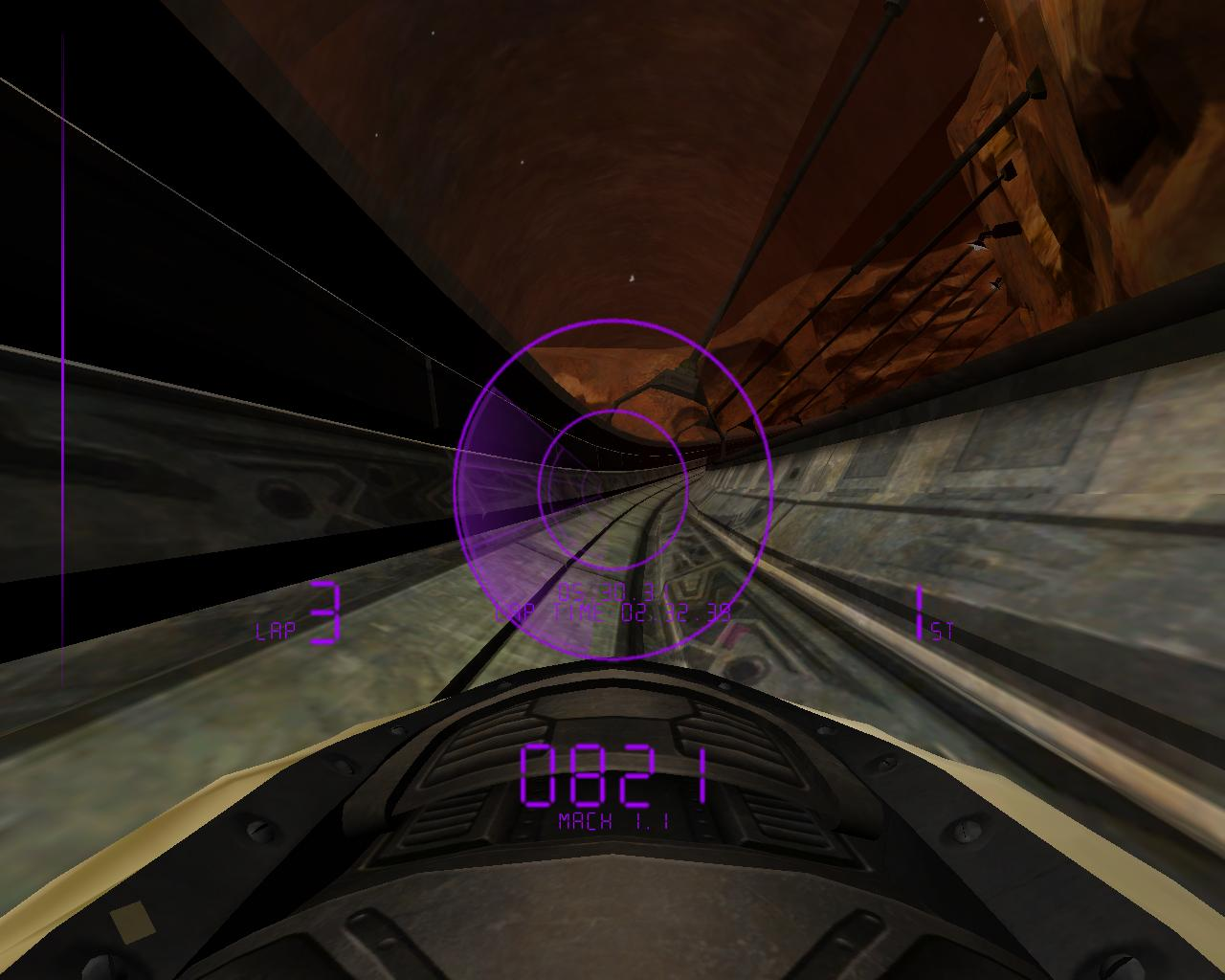
Capture d'écran du jeu

Dans un futur lointain, une nouvelle discipline a pris la place des traditionnelles courses automobiles. Désormais, les pilotes sont aux commandes de sortes de jet-skis liés par un champ magnétique à un long tube ponctué d'obstacles tels que des murs obstruant une partie du passage. Le vide créé dans ces tubes permet aux véhicules d'atteindre des vitesses supersoniques grâce au renfort de boosters (accélérateurs) et de coolers (rafraîchisseurs de moteur) disposés sur les parois de la piste. Ainsi, le joueur devra participer au championnat mondial des pilotes de Ballistics, afin d'atteindre la suprématie mondiale, à travers six circuits répartis sur la planète (États-Unis, Russie, Japon...)

## Accueil
- GameSpot : 6,3/10[3]
- IGN : 7,2/10[4]

## Version arcade

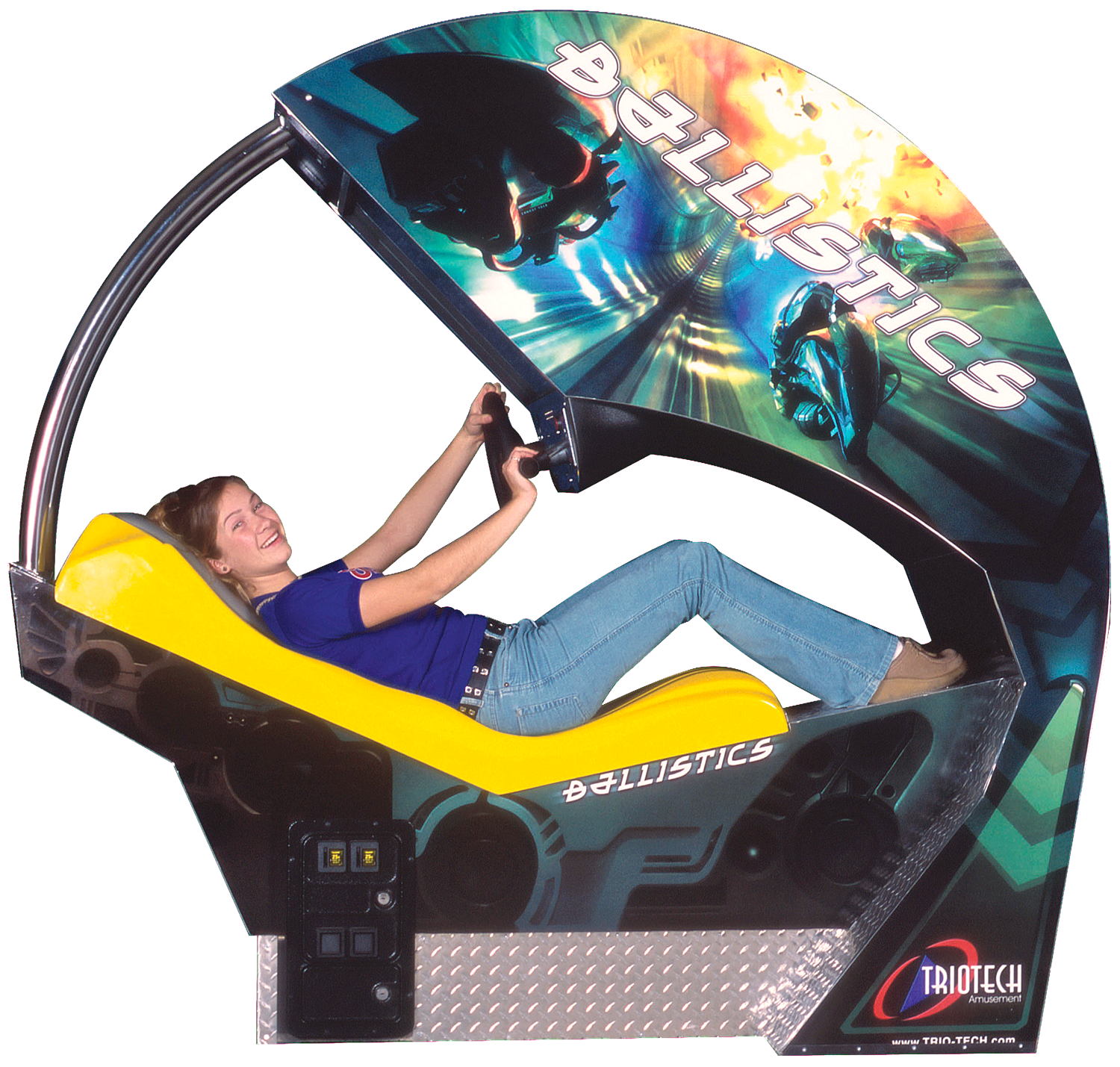

Cette version se joue en position couchée et des chocs sont envoyés aux joueurs lors des collisions.